# Sassiwood
Sassiwood è un film del 2020 diretto da Antonio Andrisani e Vito Cea.
Il film è anche un omaggio ad Albino Pierro, poeta lucano.

## Produzione
Il film è stato interamente girato a Matera.

## Riconoscimenti
- 2021 - Foggia Film Festival
  - Premio al migliore lungometraggio[1]